# Museum Thorn

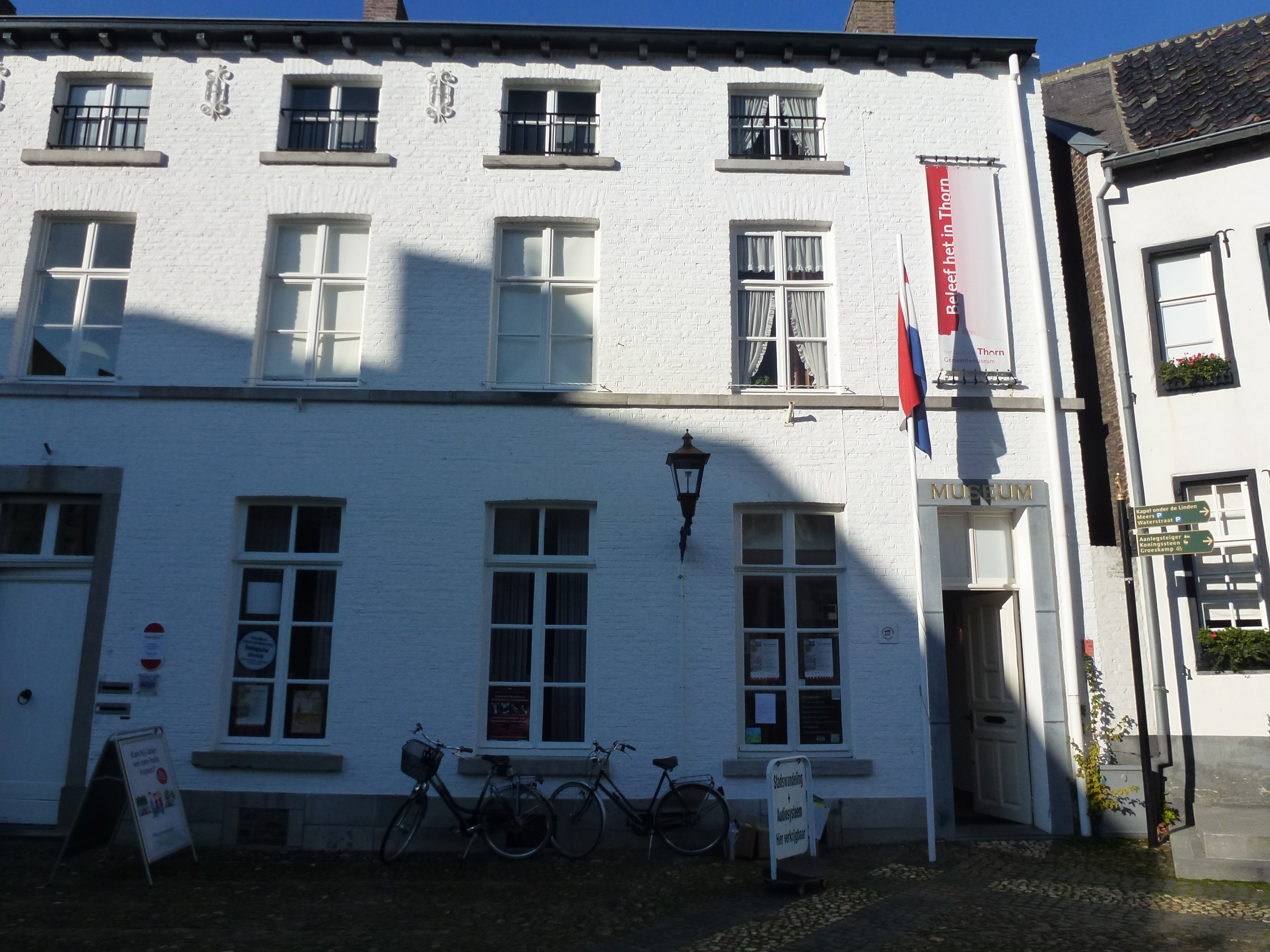
Het museum

Museum Thorn is een museum over lokale geschiedenis en cultuur aan de Wijngaard in Thorn.
Het museum exposeert zaken die betrekking hebben op de geschiedenis van het stadje Thorn en het daar vroeger aanwezige adellijk stift. Er zijn ook archeologische vondsten, zoals munten, te zien. Verder is er een draaiende maquette van het stadje. Het museum richt wisseltentoonstellingen in en er is aandacht voor moderne kunst uit Midden-Limburg.